# Gary Sprake
Gareth Sprake (Swansea, 3 aprile 1945 – Solihull, 19 ottobre 2016) è stato un calciatore gallese, di ruolo portiere.

## Carriera

### Club
Sprake esordì con il Leeds nel 1961, all'età di 16 anni, quando fu chiamato a sostituire il portiere titolare nella partita contro il Southampton.
Nella sua carriera contribuì con le sue parate alle vittorie del "Dirty Leeds", con cui giocò per 12 anni, ma fu ricordato anche per degli errori clamorosi.
Commise un famoso errore nel 1967 allo stadio di Anfield contro il Liverpool: Sprake sbagliò un semplice rilancio con le mani e la palla finì nella sua porta. Nell'intervallo i tifosi di casa intonarono la canzone Careless Hands (Mani distratte) di Des O'Connor, in riferimento all'errore del portiere. Da allora fu soprannominato in quel modo. L'anno successivo proprio ad Anfield il Leeds vinse il campionato e Sprake sportivamente ricevette un lungo applauso dai tifosi della Kop.
Nel 1973 fu acquistato per 100 000 sterline dal Birmingham City, squadra con cui chiuse la carriera nel 1975 a 29 anni a causa di un infortunio.

### Nazionale
Esordì con la Nazionale gallese il 20 novembre 1963 contro la Scozia, a 18 anni. Tra il 1963 e il 1975 giocò 37 partite.

## Palmarès

### Club

#### Competizioni nazionali
- Campionato inglese di seconda divisione: 1

Leeds: 1963-1964
- *  Coppa di Lega inglese: 1

Leeds: 1967-1968
- Campionato inglese: 1

Leeds: 1968-1969
- Charity Shield: 1

Leeds: 1969
- Coppa d'Inghilterra: 1

Leeds: 1971-1972

#### Competizioni internazionali
- Coppa delle Fiere: 2

Leeds: 1967-1968, 1970-1971